# X Prize Foundation

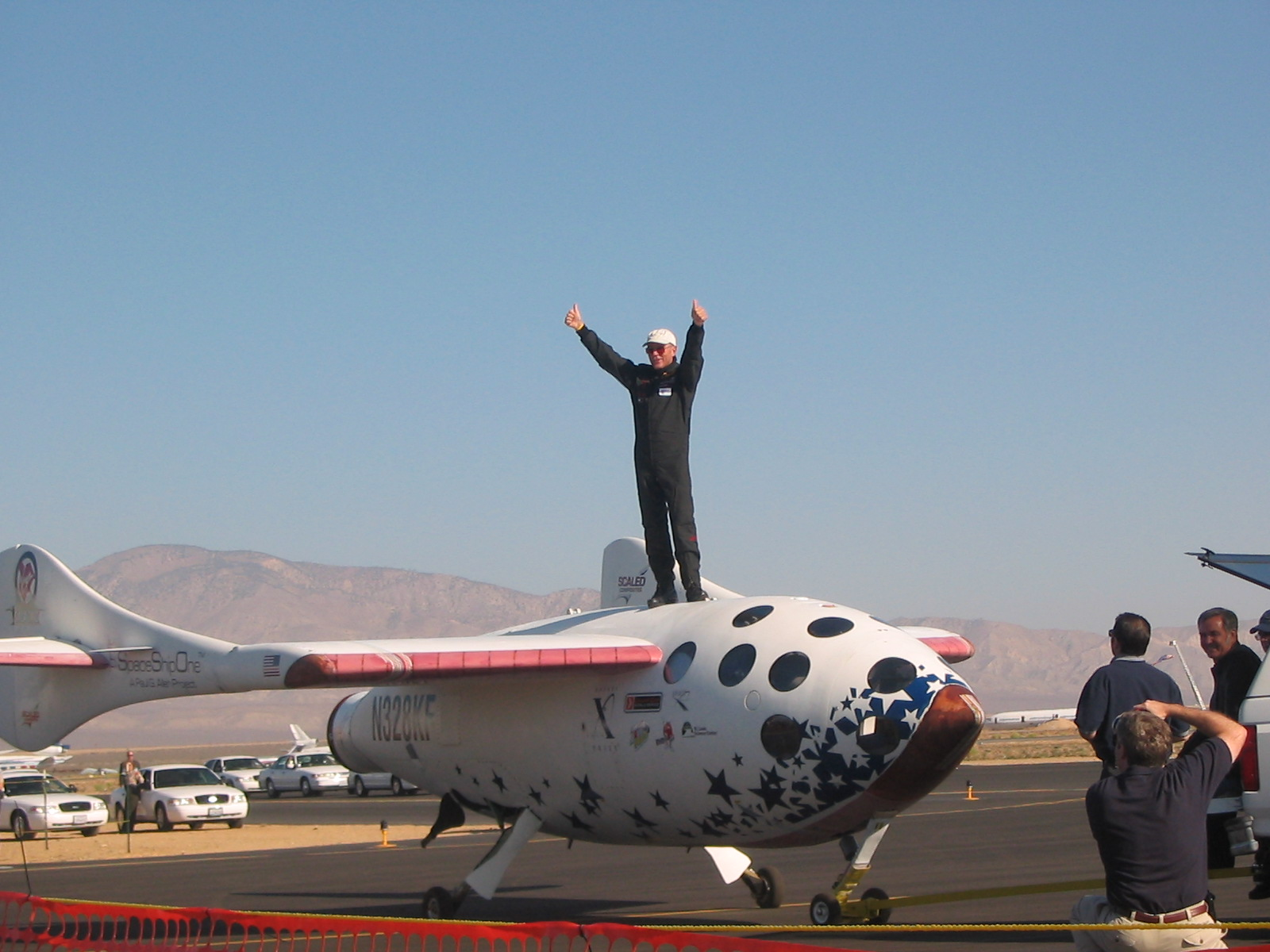
Astronauten Mike Melvill efter sin vinnande rymdtur 2004.

X Prize Foundation är en amerikansk ideell stiftelse.
X Prize Foundation, som har sitt säte i Playa Vista i Kalifornien, arrangerar då och då pristävlingar med syfte att nå tekniska landvinningar till mänsklighetens gagn.

## Ansari X Prize
Huvudartikel: Ansari X Prize
Ansari X Prize var det först utanonserade X-priset. Målet var att skicka upp en bemannad farkost till 100 kilometers höjd och göra om samma sak med samma farkost inom en begränsad tid. Tävlingen vanns av farkosten SpaceShipOne, den 4 oktober 2004.

## Progressive Insurance Automotive X Prize
Huvudartikel: Automotive X Prize
Målet var att påskynda utvecklingen av extremt bränslesnåla fordon. 10 miljoner USD i prissumma avsattes till de lag som kan åstadkomma produktionsmöjliga bilar som kan köras en färdsträcka på 100 miles per US gallon. 
Vinnare i huvudklassen blev Oliver Kuttners Edison 2 från Charlotteville i Virginia. I sida-vid-sida-tandemklassen vann Wawe II från Li-ion Motors och i den alternativa tandemklassen Roger Riedeners X-Tracer.

## Google Lunar X Prize
Huvudartikel: Google Lunar X Prize
Priset gavs för prestationen att skicka en rymdsond till månen och utlystes i september 2007. Vinnaren ska ha lyckats med att landa en obemannat fordon, vilken ska ha förflyttat sig minst 500 meter och skickat TV-bilder till jorden. Den utskickade utrustningen måste överleva minst en månad. 

## Wendy Schmidt Oil Cleanup X Challenge
Wendy Schmidt Oil Cleanup X Challenge annoinserades i juli 2010. Prissumman på en miljon USD gavs till dem som kunde utveckla bäst metoder för att rensa upp oljespill till havs. 
Fler än 37 lag medverkade i tävlingen. Tio finalister utsågs i maj 2011 att medverka i fältdelen, som genomfördes i Ohmsett i New Jersey hösten 2011. De två vinnarna blev företaget Elastec/American Marine i Illinois (första pris) och laget NOFI från Tromsø i Norge (andra pris). NOFI testade sin farkost "Current Buster 6", vilken samlar ihop, separerar och lagra olja i havsströmmar upp till fem knop. 

## Archon Genomics X Prize
Huvudartikel: Archon Genomics X Prize
Archon Genomics X Prize utlystes i oktober 2011. Syftet är dels att undersöka genetiska faktorer för att kunna uppnå hög ålder, dels att åstadkomma kvalitetsnormer för sekvensifieringen av människans genom. Prissumman på 10 miljoner USD lämnas till det lag som först kan påvisa att det kan kartlägga 100 åldringars genom inom 30 dagar, inom en viss felmarginal och med täckning av minst 98% av genomet och för en kostnad av högst 1.000 USD per genom.

## Northrop Grumman Lunar Lander X Challenge
Northrop Grumman Lunar Lander Challenge är en tävling med priser finansierade av NASA, som har hållits årligen sedan Wirefly X Prize Cup i oktober 2006. Syftet är att konstruera en månlandare.

## Tricorder X Prize
I maj 2011 tillkännagavs att Tricorder X Prize skulle utlysas under första halvåret 2012. Prissumman 10 miljoner USD ska ges till dem som konstruerar en bärbar diagnosapparat, vilken klarar att göra en diagnos lika bra eller bättre än ett läkarlag.